# Steven Ogg
Steven Ogg (n. 4 noiembrie 1973, Edmonton, Alberta, Canada) este un actor canadian.  Este cunoscut pentru rolurile sale ca Trevor Philips în jocul video Grand Theft Auto V din 2013 și Simon în The Walking Dead. A apărut și în Murdoch Mysteries, Better Call Saul, Law & Order și Westworld.

## Tinerețea
Ogg s-a născut în Edmonton, Alberta, și a crescut în Calgary.  El și-a început cariera de actor într-un film pentru National Film Board of Canada, înainte de a lucra în diferite producții de teatru. El a fost concentrat să urmeze o carieră în sport, dar o accidentare l-a împiedicat să o facă.

## Carieră
După ce s-a mutat în New York, a început să joace în emisiuni de televiziune precum Law & Order și Third Watch, în plus față de unele lucrări de teatru și de voce.
După ce a luat o pauză de la actorie pentru a construi o casă, a fost angajat de Rockstar Games ca artist de captare a vocii și mișcării pentru Trevor Philips în jocul lor video Grand Theft Auto V din 2013.   Personajul său a fost apreciat de critici și, prin urmare, a primit numeroase nominalizări la premii.     În februarie 2014, a primit un premiu la cea de-a treia ediție a premiilor New York Videogame Critics Circle pentru cea mai bună interpretare generală într-un joc.  Ulterior, Ogg și-a reluat rolul în scurtmetrajul de pe YouTube în 2016 numit GTA VR.  
În finalul sezonului 6 The Walking Dead, el a debutat ca Simon, care este membru al Salvatorilor, principalii antagoniști din sezonul 7, în care a devenit un personaj recurent.  Ogg portretizat, de asemenea, în Rebus HBO seria Westworld, acesta mai oferă vocea unui antagonist principal, profesorul veninos, în Cartoon Network seria de desene animate OK KO! Să fim eroi. În 2019, Ogg a interpretat-o pe Flexon în cel de-al doilea sezon al seriei TV 2016 The Tick.

## Filmografie

### Filme
| An   | Titlu                          | Rol                       | Note                                       |
| ---- | ------------------------------ | ------------------------- | ------------------------------------------ |
| 1999 | Giving it Up                   | Andre, fotograful de modă |                                            |
| 2002 | Pantofi de mii de dolari       | Michel Gilligan           | Scurt-metraj                               |
| 2002 | Omakase                        | Straham (voce)            |                                            |
| 2003 | Mireasă prin corespondență     | Pavel                     |                                            |
| 2013 | Rușine                         | Tatăl / Jack              | Scurt-metraj                               |
| 2014 | Vino Regatul                   | James                     |                                            |
| 2014 | Capitolul 7                    | Tata                      | Scurt-metraj                               |
| 2014 | Omul de nisip                  | Biff                      | Scurt-metraj                               |
| 2015 | Moondog Airwaves               | Jack                      | Scurt-metraj                               |
| 2015 | Blackwell                      | Walton Briggs             | Scurt-metraj                               |
| 2015 | El nu a murit niciodată        | Alex                      |                                            |
| 2015 | Escorta                        | Warren                    |                                            |
| 2015 | Cartea lui Ned                 | Kenny                     | Scurt-metraj                               |
| 2016 | GTA VR                         | Antrenor                  | Scurt-metraj </br> De asemenea, producător |
| 2016 | Rematar                        | Uley                      | Scurt-metraj                               |
| 2017 | Câine negru, câine roșu        | Joe, Sr.                  |                                            |
| 2017 | Origami                        | Străin                    |                                            |
| 2017 | Pe fuga                        | Gwin                      | Scurt-metraj                               |
| 2018 | Solis                          | Troy Holloway             |                                            |
| 2018 | Pacientul 001                  | Însoțitor șef             |                                            |
| 2019 | Prezentul                      | Domnule Russo             | Scurt-metraj                               |
| 2019 | Scurta istorie a drumului lung | Clint                     |                                            |

### Televiziune
| An           | Titlu                         | Rol                                                  | Note                          |
| ------------ | ----------------------------- | ---------------------------------------------------- | ----------------------------- |
| 2000         | Lege si ordine                | Mark Vee                                             | Episodul: „Fără titlu”        |
| 2001         | Al treilea ceas               | Shooter                                              | Episodul: „Odihna unui erou”  |
| 2013         | De neuitat                    | Larry Yablonski                                      | Episodul: "Ziua lui Jackie"   |
| 2013         | Persoana de interes           | Chuck                                                | Episodul: "Liberty"           |
| 2014         | Misterele Murdoch             | Bat Masterson                                        | Episodul: „Zile de glorie”    |
| 2014         | Orașul larg                   | Lăcătuș înfiorător                                   | Episodul: „Blocajul”          |
| 2015; 2020   | Mai bine sună-l pe Saul       | Sobchak / Domnul X                                   | 2 episoade                    |
| 2016–2018    | Zombie                        | Simon                                                | 13 episoade                   |
| 2016–2018    | Westworld                     | Rebus                                                | 6 episoade                    |
| 2016         | Rush: inspirat de Battlefield | James Braddock                                       | 10 episoade                   |
| 2017–2019    | OK KO! Să fim eroi            | Profesor Venomous, Shadowy Figure, Laserblast (voci) | 20 de episoade                |
| 2017         | Stan împotriva răului         | Werepony                                             | Episodul: „Blestemul armelei” |
| 2019         | Ticul                         | Flexon                                               | Sezonul 2                     |
| 2020-prezent | Snowpiercer                   | Știucă                                               | rol recurent                  |

### Jocuri video
| An   | Titlu                   | Rol            | Note                            |
| ---- | ----------------------- | -------------- | ------------------------------- |
| 2008 | Singur in intuneric     | Vinnie         |                                 |
| 2009 | Muntele Blestemat       | Alex           | De asemenea , captarea mișcării |
| 2013 | Grand Theft Auto V      | Trevor Philips | De asemenea , captarea mișcării |
| 2013 | Grand Theft Auto Online | Trevor Philips | De asemenea , captarea mișcării |

## Recunoașteri
| An   | Adjudecare                              | Categorie | Muncă | Rezultat |
| ---- | --------------------------------------- | --- | --- | -------- |
| 2013 | Premiul Spike pentru jocuri video       | Cel mai bun actor vocal                                                                                                  | Grand Theft Auto V \|style="background: #FDD; color: black; vertical-align: middle; text-align: center; " class="no table-no2"\|Nominalizare |          |
| 2013 | Premiul Codului Central                 | style="background: #FDD; color: black; vertical-align: middle; text-align: center; " class="no table-no2"\|Nominalizare  | Grand Theft Auto V \|style="background: #FDD; color: black; vertical-align: middle; text-align: center; " class="no table-no2"\|Nominalizare |          |
| 2014 | New York Videogame Critics Circle Award | style="background: #99FF99; color: black; vertical-align: middle; text-align: center; " class="yes table-yes2"\|Câștigat | Grand Theft Auto V \|style="background: #FDD; color: black; vertical-align: middle; text-align: center; " class="no table-no2"\|Nominalizare |          |
| 2014 | Premiul Jocurilor Academiei Britanice   | style="background: #FDD; color: black; vertical-align: middle; text-align: center; " class="no table-no2"\|Nominalizare  | Grand Theft Auto V \|style="background: #FDD; color: black; vertical-align: middle; text-align: center; " class="no table-no2"\|Nominalizare |          |
| 2014 | Premiul pentru actori de voce           | style="background: #FDD; color: black; vertical-align: middle; text-align: center; " class="no table-no2"\|Nominalizare  | Grand Theft Auto V \|style="background: #FDD; color: black; vertical-align: middle; text-align: center; " class="no table-no2"\|Nominalizare |          |
| 2014 | Premiul pentru actori de voce           | style="background: #FDD; color: black; vertical-align: middle; text-align: center; " class="no table-no2"\|Nominalizare  | Grand Theft Auto V \|style="background: #FDD; color: black; vertical-align: middle; text-align: center; " class="no table-no2"\|Nominalizare |          |